# 张肖虎

张肖虎  (1914年2月25日—1997年2月19日)，作曲家、指挥家、音乐教育家。
祖籍江苏常州，生于天津。1926年考入南开中学，1931年考入国立清华大学，入土木工程系学习，1936年留校任专职音乐助教。1937年七七事变爆发，张肖虎由于家庭原因回到天津，先后在天津私立耀华中学、天津基督教青年会、天津工商学院担任音乐学科教职。1945年完成中国第一部交响诗《苏武》创作。1946年在清华大学复职。